# Reinaldo del Orbe
Reinaldo del Orbe (Santo Domingo, 8 de diciembre de 1987) es un dramaturgo dominicano, parte de lo que se consideró el Nuevo Movimiento Artístico Joven de República Dominicana.

## Biografía
Reinaldo del Orbe es egresado de la Escuela Nacional de Arte Dramático (ENAD), entre sus maestros se encontraban Jazmín Mercedes, Arturo López, y el dramaturgo Haffe Serulle. 
Ha sido profesor de teatro en colegios, academias, y en centros penitenciarios.
Como crítico literario y teatral ha colaborado revistas, blogs, prensa escrita, y digital, siendo el más destacado el diario Acento. Colaboró por dos años con la revista Lengua y Librusa.
Fundó Ojoluna Teatro, en el año 2012. Ha ganado dos menciones de honor en concursos internacionales de dramaturgia, y publicado un libro de teatro. También fue director creativo del desaparecido espacio cultural 7 Grados. También fue cofundador y encargado del área de multimedia del grupo Machepa Teatro.
En la radio fue productor y locutor del programa Biblioteca en el Aire, cuya finalidad era la motivación a la lectura; dicho espacio fue concedido por el Ministerio de Cultura. Para el año 2012 creó dos programas de radio para el Centro Cultural de España: Ojoluna Radio y Esnio.
Fue parte de lo que se consideró el Nuevo Movimiento Artístico Joven de República Dominicana, junto a más de 30 artistas emergentes, siendo entre los más destacados Glaem Palms y Alexéi Tellerías.
En el año 2016, creó una campaña de micromecenazgo para poder publicar su primer libro de teatro.
Su trabajo como locutor y actor lo llevó a trabajar durante dos años con el comunicador Negro Santos, para la cadena televisiva Telemundo, en el programa turístico Santo Domingo Invita.

## Política
En el año 2020, apoyó de manera pública la candidatura a la presidencia de Luis Abinader, mediante un manifiesto firmado por diversos artistas e intelectuales, miembros del Frente Cultural del Partido Revolucionario Moderno (PRM).

## Teatro

### Autor
Entre sus obras de teatro destacan:
- Clic Clic Clítoris - Microteatro Santo Domingo 2018
- De Sueños y Crayones.
- Do-Re-Mi y el arpa del diablo.
- Huele a Perro Muerto.
- Elle Femme - Estrenada en el año 2013
- La máscara del Mono Yo y la Piel del Otro.
- Las Trece Palabras de Juana La Cubana.
- Pesenka, o el mar de leña.
- De teatra una obra esto no es.
- Prometeo 2.0 .
- Ruido de Corazón - Publicada mediante Crowdfounding
- Rum Bum Bum Bum.
- Taxi Siga ese Sueño (Mención de honor Concurso Internacional Casa de Teatro 2020)
- Un deseo, dos musas, tres duendes (Mención de honor Concurso Internacional CID BREVE)
- Una orgía de cuentos
- El Jardín de las delicias

### Director
- Elle Femme (2013) de Reinaldo del Orbe.
- El Jardín de las delicias (2017) bajo la supervisión de Haffe Serulle.
- Soy Campeón (2012) de Dinorah Coronado
- El Gran Carnaval (2011) de Haffe Serulle.
- Metástasis (2017)
- Escayola (2014), adaptación de un poema de Sylvia Plath.
- Cargamento de Sueños (2014) de Alfonso Sastre.

### Actor
- Elle Femme
- El Jardín de las delicias (2017)
- Soy Campeón (2012)
- El Gran Carnaval (2011)
- Escayola (2014), adaptación de un poema de Sylvia Plath.
- Cargamento de Sueños (2014)
- La Trinitaria Blanca, de Manuel Rueda.
- Anastasia

### Premios
- Primera Mención de honor. Obra: "Taxi Siga ese sueño", Concurso Internacional de Casa de Teatro.[8]
- Mención de Honor. Obra: "Un deseo, dos musas, tres duendes", Concurso Internacional CID Breve Santiago.[9]

### Libros Publicados
- Ruido de Corazón

## Cine

### Actor
- Franz (Primer cortometraje de temática LGBT en República Dominicana)[10]
- Yuniol 2
- Colora´o, bajo la dirección de Jean Cortes.[11]